# Saint-Julien-Molin-Molette
Saint-Julien-Molin-Molette is een gemeente in het Franse departement Loire (regio Auvergne-Rhône-Alpes). De plaats maakt deel uit van het arrondissement Saint-Étienne. Saint-Julien-Molin-Molette telde op 1 januari 2022 1.143 inwoners.

## Geografie
De oppervlakte van Saint-Julien-Molin-Molette bedroeg op 1 januari 2022 9,45 vierkante kilometer; de bevolkingsdichtheid was toen 121 inwoners per km².

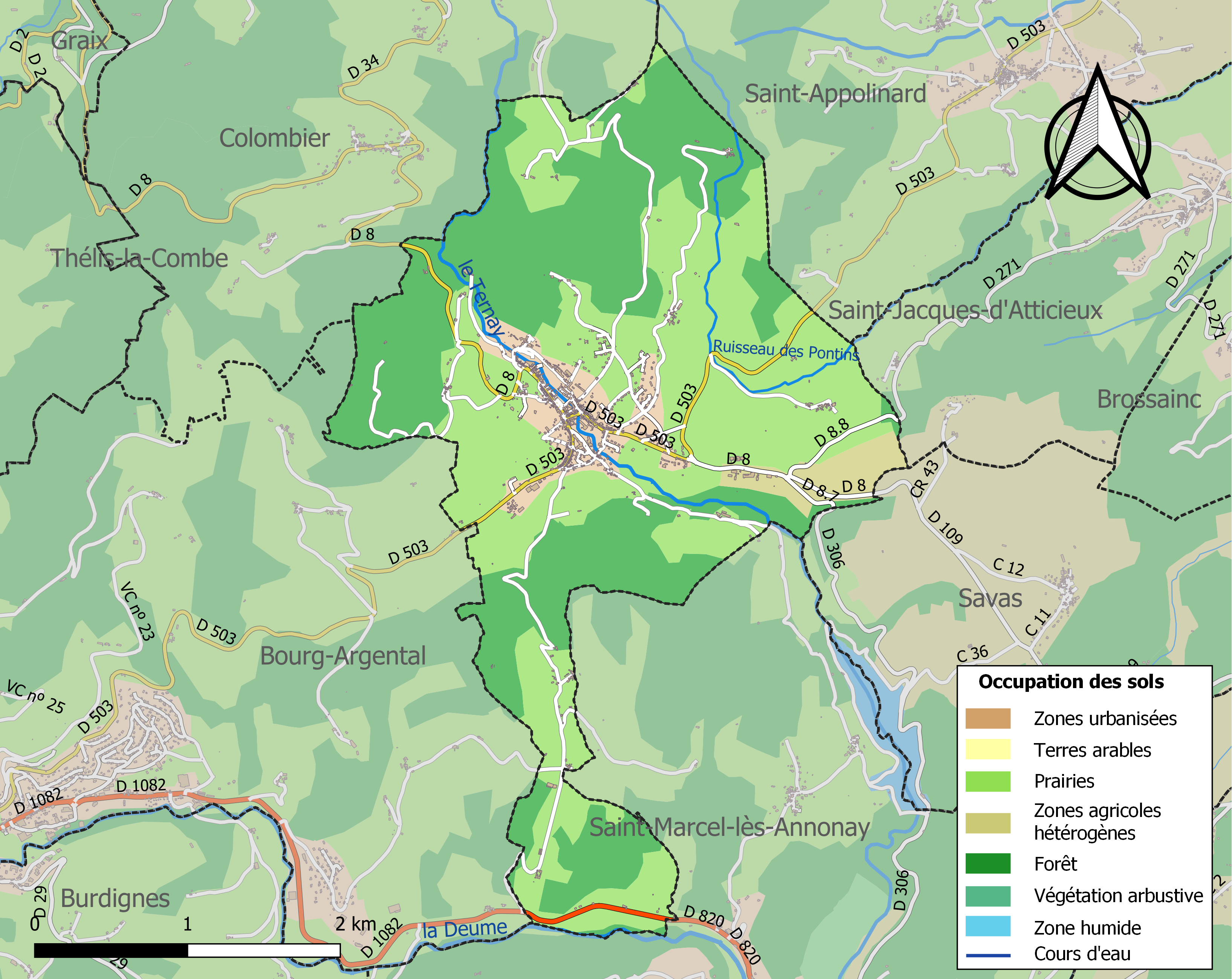
Kaart van de gemeente met de belangrijkste infrastructuur, bodemgebruik en omliggende gemeenten

## Demografie
Onderstaande figuur toont het verloop van het inwonertal (bron: INSEE-tellingen).